# Championnats du monde juniors de biathlon 2023
Navigation
Soldier Hollow 2022 Otepää 2024
Les Championnats du monde juniors de biathlon 2023 ont lieu à Chtchoutchinsk au Kazakhstan, du 1er au 12 mars 2023.

## Présentation
La catégorie « Juniors » regroupe les biathlètes de moins de 22 ans (nés en 2001, 2002 ou 2003) et la catégorie « Jeunes »  regroupe les biathlètes de moins de 19 ans (nés en 2004, 2005, 2006 ou 2007). 

### Calendrier

#### Juniors
- Individuel (hommes et femmes) : 6 mars
- Sprint (hommes et femmes) : 10 mars
- Poursuite (hommes et femmes) : 12 mars
- Relais (hommes et femmes) : 8 mars
- Relais mixte : 4 mars

#### Jeunes
- Individuel (hommes et femmes) : 5 mars
- Sprint (hommes et femmes) : 11 mars
- Poursuite (hommes et femmes) : 12 mars
- Relais (hommes et femmes) : 7 mars
- Relais mixte : 4 mars

## Résultats et podiums

### Juniors

#### Hommes
| Épreuves          | Or                                                                     | Argent                                                                  | Bronze                                                                           |
| ----------------- | ---------------------------------------------------------------------- | ----------------------------------------------------------------------- | -------------------------------------------------------------------------------- |
| Individuel 15 km  | Benjamin Menz                                                          | Einar Hedegart                                                          | Isak Frey                                                                        |
| Sprint 10 km      | Campbell Wright                                                        | Jan Guńka                                                               | Maxime Germain                                                                   |
| Poursuite 12,5 km | Martin Nevland                                                         | Einar Hedegart                                                          | Trym Gerhardsen                                                                  |
| Relais 4 × 7,5 km | Norvège- Trym Gerhardsen - Einar Hedegart - Martin Nevland - Isak Frey | Allemagne- Franz Schaser - Fabian Kaskel - Benjamin Menz - Hans Köllner | Italie- Christoph Pircher - Fabio Piller Cottrer - Nicolò Betemps - Marco Barale |

#### Femmes
| Épreuves           | Or                                                                         | Argent                                                                   | Bronze                                                                |
| ------------------ | -------------------------------------------------------------------------- | ------------------------------------------------------------------------ | --------------------------------------------------------------------- |
| Individuel 12,5 km | Kaja Zorč                                                                  | Jeanne Richard                                                           | Léonie Jeannier                                                       |
| Sprint 7,5 km      | Selina Grotian                                                             | Jeanne Richard                                                           | Sara Andersson                                                        |
| Poursuite 10 km    | Selina Grotian                                                             | Jeanne Richard                                                           | Tuva Aas Stræte                                                       |
| Relais 4 × 6 km    | Allemagne- Selina Kastl - Johanna Puff - Marlene Fichtner - Selina Grotian | France- Fany Bertrand - Camille Coupé - Jeanne Richard - Léonie Jeannier | Norvège- Linnea Winsvold - Maren Bakken - Siri Skar - Tuva Aas Stræte |

### Mixte
| Épreuves                       | Or                                                                      | Argent                                                                              | Bronze                                                               |
| ------------------------------ | ----------------------------------------------------------------------- | ----------------------------------------------------------------------------------- | -------------------------------------------------------------------- |
| Relais 2 x 6 km F + 2 x 6 km H | Allemagne- Johanna Puff - Selina Grotian - Benjamin Menz - Hans Köllner | France- Léonie Jeannier - Jeanne Richard - Théo Guiraud-Poillot - Jacques Jefferies | Norvège- Maren Bakken - Tuva Aas Stræte - Martin Nevland - Isak Frey |

### Jeunes

#### Hommes
| Épreuves           | Or                                                        | Argent                                                     | Bronze                                                         |
| ------------------ | --------------------------------------------------------- | ---------------------------------------------------------- | -------------------------------------------------------------- |
| Individuel 12,5 km | Jakub Borguľa                                             | Sivert Gerhardsen                                          | Matija Legović                                                 |
| Sprint 7,5 km      | Kasper Kalkenberg                                         | Matija Legović                                             | Sivert Gerhardsen                                              |
| Poursuite 10 km    | Sivert Gerhardsen                                         | Albert Engelmann                                           | Arttu Heikkinen                                                |
| Relais 3 × 7,5 km  | Tchéquie- Jonáš Kabrda - Daniel Malušek - Ferdinand Jansa | Allemagne- Elias Seidl - Erik Hafenmair - Albert Engelmann | Norvège- Sivert Rusten - Kasper Kalkenberg - Sivert Gerhardsen |

#### Femmes
| Épreuves         | Or                                                        | Argent                                                      | Bronze                                                      |
| ---------------- | --------------------------------------------------------- | ----------------------------------------------------------- | ----------------------------------------------------------- |
| Individuel 10 km | Julia Kink                                                | Alessia Laager                                              | Oleksandra Merkushyna                                       |
| Sprint 6 km      | Julia Tannheimer                                          | Julia Kink                                                  | Astrid Plösch                                               |
| Poursuite 7,5 km | Julia Tannheimer                                          | Julia Kink                                                  | Maren Brännare-Gran                                         |
| Relais 3 × 6 km  | Allemagne- Lea Zimmermann - Julia Tannheimer - Julia Kink | Italie- Astrid Plösch - Fabiana Carpella - Carlotta Gautero | Norvège- Lene Jøranli - Ragna Fodstad - Maren Brännare-Gran |

## Tableau des médailles
| Rang  | Nation           | Or | Argent | Bronze | Total |
| ----- | ---------------- | -- | ------ | ------ | ----- |
| 1     | Allemagne        | 9  | 5      | 0      | 14    |
| 2     | Norvège          | 4  | 3      | 9      | 16    |
| 3     | Slovénie         | 2  | 0      | 0      | 2     |
| 4     | Tchéquie         | 1  | 0      | 0      | 1     |
| 4     | Nouvelle-Zélande | 1  | 0      | 0      | 1     |
| 6     | France           | 0  | 5      | 1      | 6     |
| 7     | Italie           | 0  | 1      | 2      | 3     |
| 8     | Croatie          | 0  | 1      | 1      | 2     |
| 9     | Pologne          | 0  | 1      | 0      | 1     |
| 9     | Suisse           | 0  | 1      | 0      | 1     |
| 11    | Ukraine          | 0  | 0      | 1      | 1     |
| 11    | Finlande         | 0  | 0      | 1      | 1     |
| 11    | Suède            | 0  | 0      | 1      | 1     |
| 11    | États-Unis       | 0  | 0      | 1      | 1     |
| Total | Total            | 17 | 17     | 17     | 51    |